# Et bonjour à toi l'artiste
Chansons représentant la France au Concours Eurovision de la chanson
Sans toi
(1973) Un, deux trois
(1976)
Singles de Nicole Rieu
Je suis
(1974) Ma maison au bord de l'eau
(1975)
Et bonjour à toi l’artiste est une chanson écrite par Pierre Delanoë, composée par Jeff Barnel et interprétée par Nicole Rieu sortie en single et présente sur son album Naissance, parue chez Barclay en 1975. C'est la chanson qui a été choisie pour représenter la France au Concours Eurovision de la chanson en 1975.
Nicole Rieu l'enregistre en six langues, incluant le français, en allemand : Vive l'amour, en anglais : Live for Love (« Vivre pour l'amour »), en italien : Buongiorno artista (« Bonjour l'artiste »), en espagnol : Dios te guarde buen artista (« Dieu vous garde bon artiste ») et dans une version franco-japonaise sous le titre Soyokaze no okurimono (そよ風の贈りもの, « Un cadeau de brise »).

## Concours Eurovision de la chanson
Elle est intégralement interprétée en français, langue nationale, le choix de la langue étant toutefois libre entre 1973 et 1976. L'orchestre est dirigé par Jean Musy.
Et bonjour à toi l'artiste était la 3e chanson interprétée après That's What Friends Are For (en) des Swarbriggs représentant l'Irlande et avant Ein Lied kann eine Brücke sein de Joy Fleming représentant l'Allemagne. À l'issue du vote, elle a obtenu 91 points, se classant 4e sur 19 chansons.

## Liste des titres
| A1. | Et bonjour à toi l'artiste | Pierre Delanoë | Jeff Barnel | 3:23 |
| B1. | La Mandarine               | Nicole Rieu    | Nicole Rieu | 3:00 |

## Classements

### Classements hebdomadaires
| Classement (1975)             | Meilleure position |
| ----------------------------- | ------------------ |
| France (Classement de ventes) | 28                 |
| France (Europe 1)             | 35                 |

## Historique de sortie
| Pays                                        | Titre                                    | Date | Format   | Label   |
| ------------------------------------------- | ---------------------------------------- | ---- | -------- | ------- |
| France Allemagne Italie Turquie Yougoslavie | Et bonjour à toi l'artiste               | 1975 | 45 tours | Barclay |
| Allemagne                                   | Vive l'amour                             | 1975 | 45 tours | Barclay |
| Espagne                                     | Dios te guarde buen artista              | 1975 | 45 tours | Barclay |
| Royaume-Uni                                 | Live for Love                            | 1975 | 45 tours | Barclay |
| Japon                                       | Soyokaze no okurimono (そよ風の贈りもの) | 1975 | 45 tours | Barclay |
| Japon                                       | Et bonjour à toi l'artiste               | 1977 | 45 tours | Barclay |

## Reprises et adaptations
En 1975, le chanteur américain Ben Thomas reprend l'adaptation en anglais Live for Love, la même année Paul Mauriat et son orchestre reprend la chanson.
L'année suivante, en 1976, la chanteuse germano-lituanienne Lena Valaitis reprend l'adaptation en allemand Vive l'amour, présente sur son album Komm wieder, wenn du frei bist.